# Grönfink

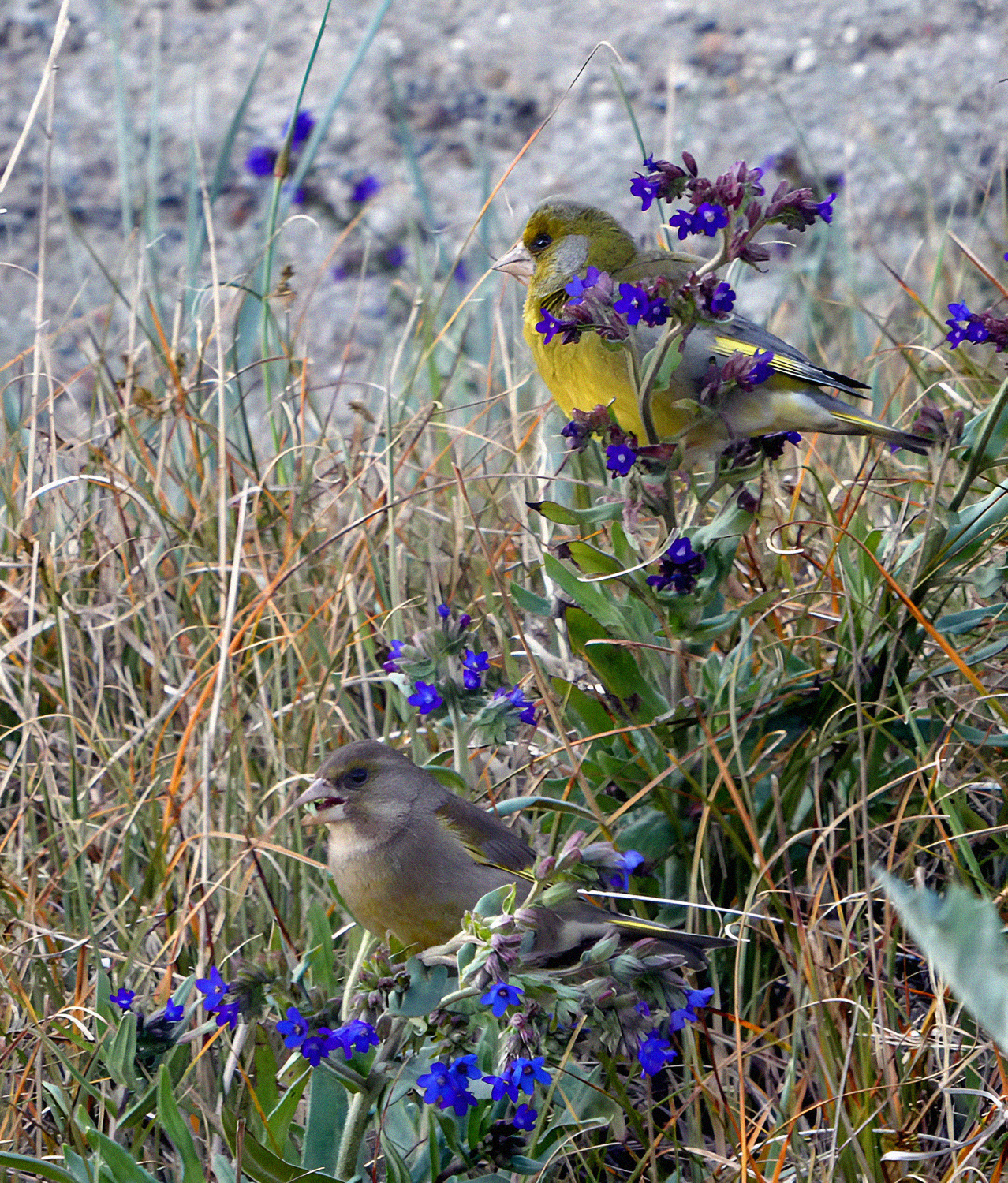
Ett födosökande par med hanen överst.

Grönfink (Chloris chloris) är en fågel som hör till familjen finkar och som huvudsakligen förekommer i Europa.

## Utseende och läte
Grönfinken är en ganska kompakt fågel med kraftig finknäbb. Den är 15-16,5 cm lång, har ett vingspann på 25–28 cm och väger ungefär 30 gram. Den adulta hanen är grågrön på ovansidan, har gulgrön övergump, gröngul undergump och har svartaktiga ving- och stjärtpennor med gula ytterfan. Honan går mera i gråbrunt.

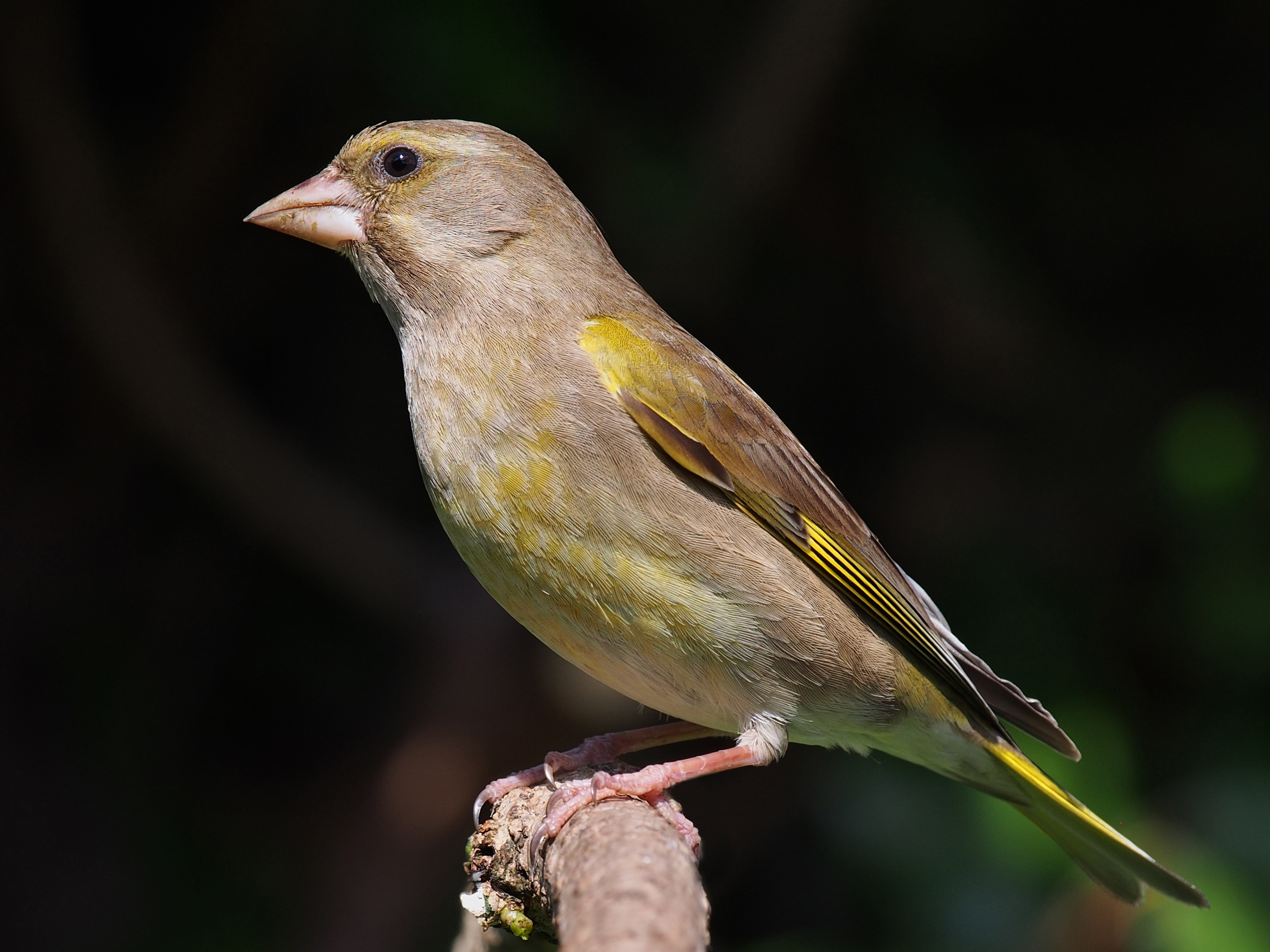
Hona grönfink.

I de norra delarna av grönfinkens utbredningsområde är den en av de tidigaste fåglarna att börja sjunga om våren. Dess utdragna "knarr" hörs ibland redan under varma vårvinterdagar.

## Utbredning och taxonomi
Grönfinken beskrevs taxonomiskt första gången 1758 av Carl von Linné i den 10:e upplagan av hans Systema Naturae. Han gav den då det vetenskapliga namnet Loxia chloris vilket placerade den i släktet  korsnäbbar.
Länge placerades sedan grönfinken och dess närmaste släktingar i släktet Carduelis, men genetiska studier har visat att detta är polyfyletiskt, där grönfinkarna endast är avlägset släkt med de övriga och står snarare närmare ökenfinken och finkarna i släktet Rhynchostruthus. Numera urskiljs grönfinkarna därför i det egna släktet Chloris.
Grönfinken häckar i Europa, Nordafrika och sydvästra Asien. Vintertid uppträder flertalet som strykfåglar och många flyttar söderut, men bara de allra nordligaste delarna av grönfinkens häckningsutbredning överges helt om vintern. Det har beskrivits en rad underarter, men idag erkänner de flesta auktoriteter tio stycken med följande utbredning:
- Chloris chloris harrisoni – Storbritannien (utom norra Skottland) samt Irland
- Chloris chloris chloris – norra Skottland, norra och centrala Frankrike och Norge till västra Sibirien
- Chloris chloris muehlei – Serbien och Montenegro till Moldavien, Bulgarien och Grekland
- Chloris chloris aurantiiventris – södra Spanien genom södra Europa till västra Grekland
- Chloris chloris madaraszi – Korsika och Sardinien
- Chloris chloris vanmarli – nordvästra Spanien, Portugal och nordvästra Marocko
- Chloris chloris voousi – centrala Marocko och norra Algeriet
- Chloris chloris chlorotica – sydcentrala Turkiet till nordöstra Egypten
- Chloris chloris bilkevitchi – södra Ukraina, Kaukasus och nordöstra Turkiet till norra Iran och sydvästra Turkmenistan
- Chloris chloris turkestanica – södra Kazakstan till Kirgizistan och centrala Tadzjikistan

Vissa, som Clements et al, erkänner enbart sex underarter där harrisoni, muehlei och madaraszi inkluderas i nominatformen, bilkevitchi i turkestanica och vanmarli begränsas till enbart Marocko (populationen i Portugal och nordvästra Spanien förs till aurantiiventris.
Arten har också etablerat sig i sydöstra Australien, på Norfolkön, i Nya Zeeland och i Sydamerika (nordöstra Argentina, Uruguay och allra sydligaste Brasilien). Det är oklart vilken underart dessa populationer härstammar från. Tillfälligt har den påträffats i Färöarna, Island, Kuwait och på Svalbard.

### Förekomst i Sverige
I Sverige förekommer grönfinken från Skåne till Sundsvallstrakten och Jämtland, och vidare uppför Norrlandskusten. De nordligaste populationerna flyttar söderut men arten är härdig och grönfink förekommer året om även i norra Sverige i mindre antal. I södra Sverige övervintrar den som strykfåglar.

## Ekologi

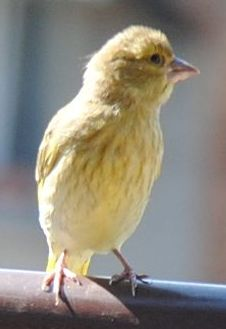
Juvenil grönfink.

Grönfinken häckar i skogsbackar, särskilt i ung granskog, och i parker. Utanför häckningstid kan grönfinken bilda stora flockar, ibland med andra finkar och sparvar. Grönfinken kan drabbas av den dödliga sjukdomen gulknopp. 

### Häckning

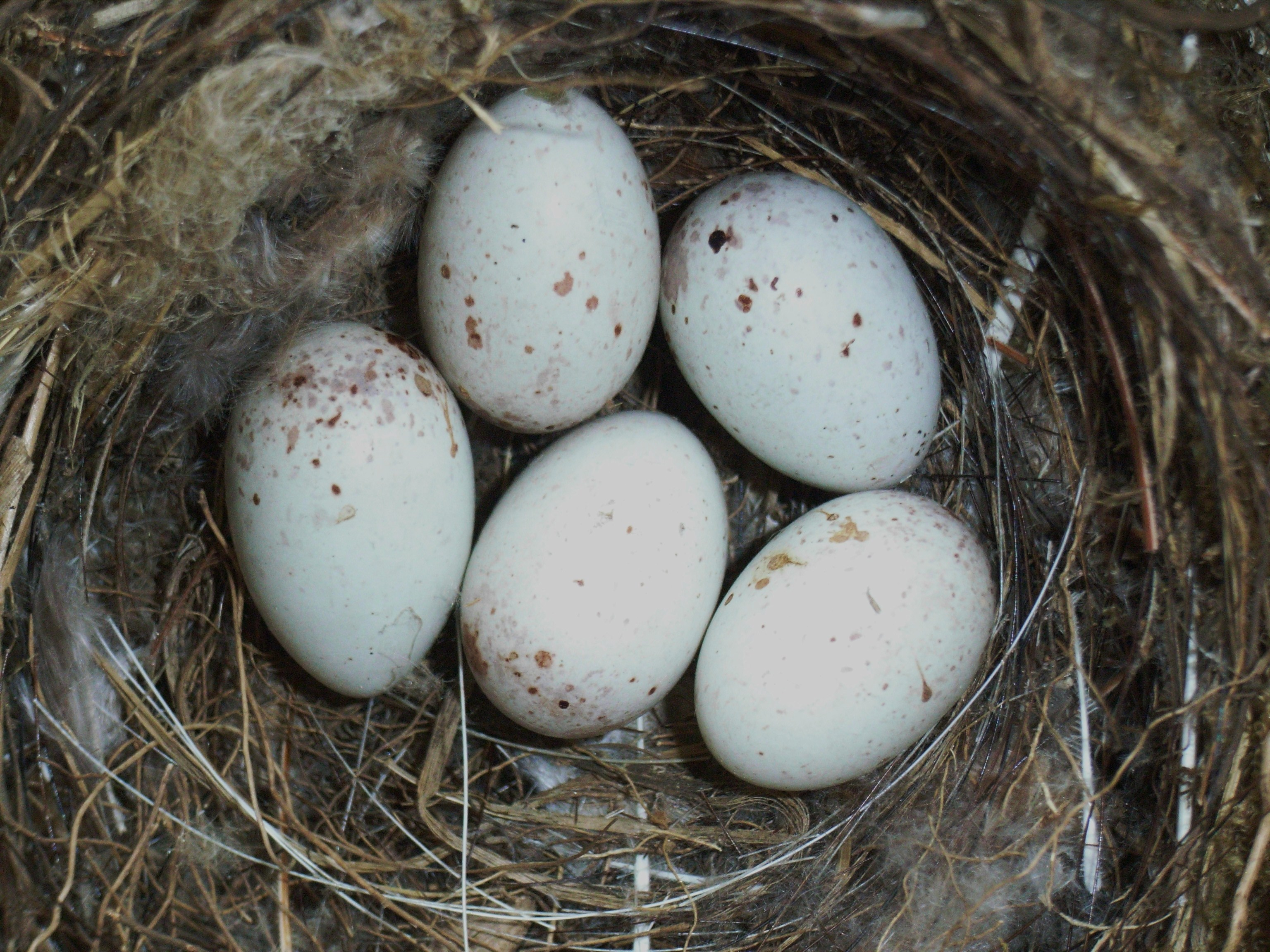
Grönfinken lägger i genomsnitt fyra till sex ägg.

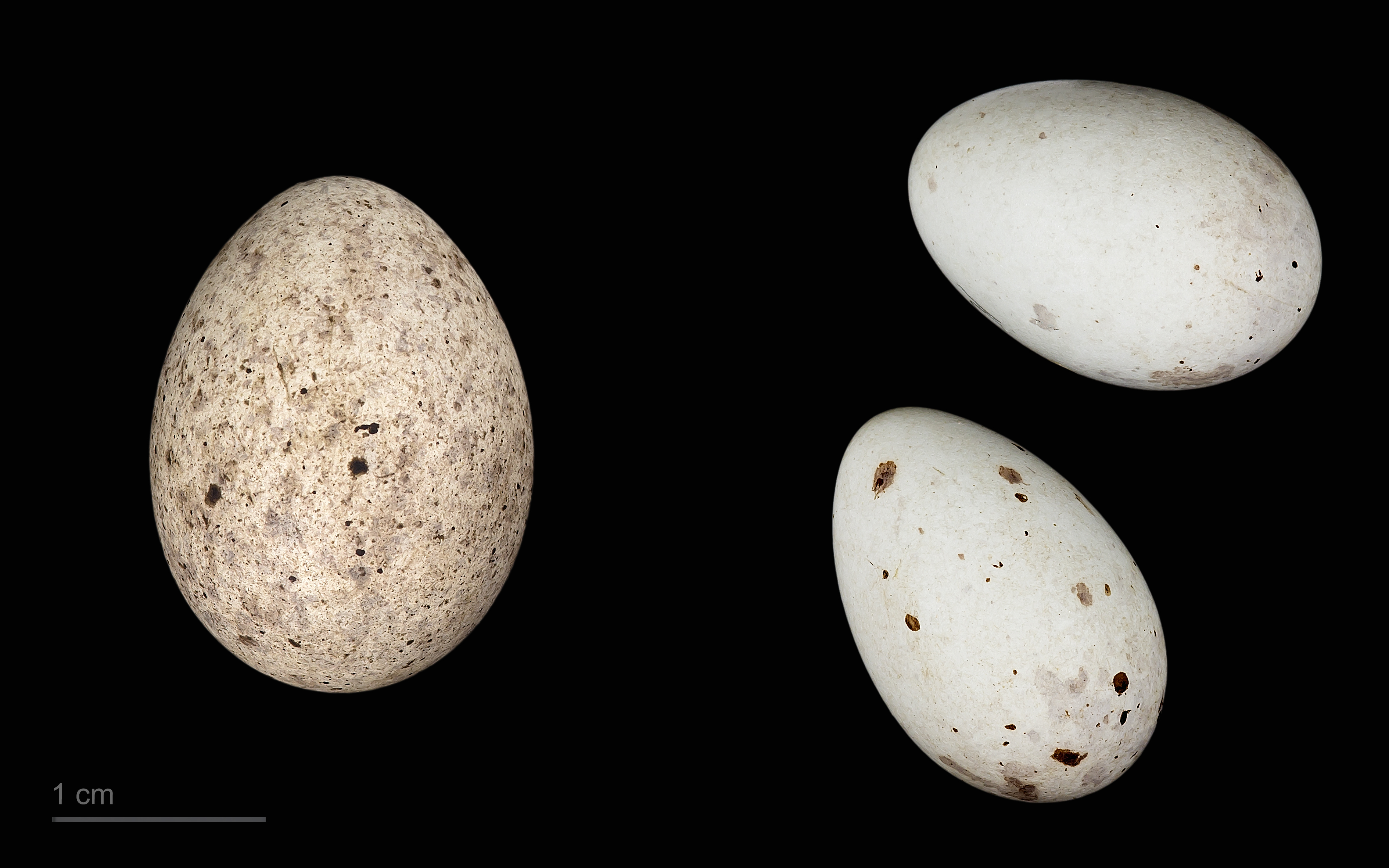
Cuculus canorus bangsi + Carduelis chloris

Det skålformiga boet placeras i träd, buskar eller häckar, ofta i granar och enar, men även i lövträd. Det består av fina kvistar, mossa och lavar och är invändigt vanligen fodrat med dun eller tagel. Den lägger i genomsnitt fyra till sex ägg, men tre till sju har observerats. Äggen är blåaktigt vita med små grå och rödbruna fläckar samlade kring tjockändan. Honan ruvar äggen i tolv till 14 dagar och båda föräldrarna tar sedan hand om ungarna, som blir flygga efter 13–17 dagar. Födan till ungarna, som huvudsakligen består av frön och frukt, bärs av föräldrarna i krävan. Grönfinken lägger vanligtvis två kullar per år.

### Föda
Födan utgörs främst av frön, späda knoppar och bär. Den äter dock även insekter, och ungarna matas företrädesvis med insekter.

## Grönfinken och människan

### Status och hot
Grönfinkens utbredningsområde är väldigt stort, den globala populationen är stor och utvecklingstrenden är stabil. Utifrån dessa kriterier kategoriserar IUCN arten som livskraftig (LC). Häckningspopulationen i Europa, vilken utgör ungefär 90% av världspopulationen, uppskattas till 21,6–33,1 miljoner par, vilket motsvarar 43,2–66,1 miljoner adulta individer. En mycket preliminär uppskattning ger därför att den globala populationen uppgår till 48–74 miljoner adulta individer.

### Status i Sverige
Grönfinken har länge varit en vida spridd och allmän art i Sverige. Den senaste tiden har den dock minskat mycket kraftigt i antal, de senaste tio åren med uppskattningsvis över 60 %. Orsaken bakom minskningen tros vara sjukdomen gulknopp, orsakad av parasiten Trichomonas gallinae som etablerade sig i Sverige 2008. Från att tidigare ansetts ha en livskraftig population listas den sedan 2020 på Artdatabankens rödlista som starkt hotad (EN). 2018 uppskattades det svenska beståndet till 211 000 par.

### Namn
Grönfinken har förr även kallats gröning och på Gotland även grönsiska.